# Margarethe Garthe
Margarethe Garthe (* 17. März 1891 in Kassel; † 30. November 1976 in Beckenham (London)) war eine deutsche surrealistische Malerin und Bildhauerin.

## Leben und Werk
Margarethe Garthe war ab etwa 1930 in Stuttgart ansässig. Sie nahm dort als Künstlerin an mehreren bedeutenden Ausstellungen teil. 1952 zog sie nach England. Sie ließ sich in Beckenham (London) nieder und stellte unter anderem in der Loggia Gallery in London aus.
Margarethe Garthe schuf eine Büste des umstrittenen Reformpädagogen Gustav Wyneken, die 1927 das Titelbild einer Sonderausgabe der Zeitschrift „Junge Menschen“ anlässlich des 20-jährigen Bestehens der Freien Schulgemeinde Wickersdorf bildete. Margarethe Garthe war die Frau des ehemaligen Wickersdorfer Schularztes Otto Garthe (1890–1948), der von 1920 bis 1924 in diesem Internat tätig war.

## Ausstellungsteilnahmen
- 1929: Stuttgarter Sezession (Gemälde „Mutter mit Kind“).
- 1931, 1932: Juryfreie Künstlervereinigung Stuttgart.
- 1932: Bildnis „Prof. H.“ (Zement) und Bildnis „Frl. O“ (Terrakotta).
- 1972: Loggia Gallery (London).